# Renzo Semprini
Renzo Semprini Cesari (Rimini, 21 aprile 1972) è un ex cestista italiano.

## Carriera

### Club
Si forma nelle giovanili del Basket Rimini nella stessa nidiata che comprendeva anche i vari Carlton Myers, Franco Ferroni e Massimo Ruggeri. Con la formazione juniores allenata da Massimo Bernardi conquista addirittura il titolo italiano 1990-91, grazie alla vittoria ottenuta al PalaFiera di Forlì sui pari età della Stefanel Trieste.
Inizia a collezionare qualche presenza in prima squadra, fino ad entrarvi in pianta stabile. La squadra nel frattempo ottiene una doppia promozione dalla Serie B1 alla A1. La stagione del debutto nella massima serie è la 1992-93, in un campionato però culminato con la retrocessione. Tornato in A2, milita coi riminesi in questa serie fino al suo passaggio in maglia Libertas Forlì, avvenuto nell'estate 1996.
Terminata l'annata, fa ritorno al Basket Rimini, ma vi resta solo il tempo di giocare altre 4 partite in A1 prima di approdare alla Pallacanestro Trieste. Con i giuliani disputa due campionati e mezzo, rispettivamente due in A2 e l'ultima metà di stagione in A1. Nel gennaio 2000 passa infatti a Napoli, formazione in cui termina l'anno venendo poi confermato per quello successivo.
La sua ultima apparizione nella massima serie avviene nel campionato 2001-02 quando Fabriano, che aveva vinto le precedenti finali play-off proprio contro Napoli, lo mette sotto contratto. Dopo questa esperienza scende in Serie B1 alla Sutor Montegranaro, chiudendo la carriera agonistica nel 2004 dopo un biennio culminato con la promozione dei gialloblu in Legadue al termine della sua seconda stagione di permanenza.

### Nazionali giovanili
Semprini ha ricevuto convocazioni da parte di diverse Nazionali italiane giovanili, tra cui le selezioni cadetti, juniores e Under-22. È stato campione d'Europa con la Nazionale juniores nel 1990 (nei Paesi Bassi), mentre due anni più tardi ha conquistato il titolo europeo in Grecia con l'Italia under 22.